# Younan Nowzaradan
Younan Nowzaradan född 11 oktober 1944, även känd som Dr. Now, är en iransk-amerikansk kirurg. Han är specialist på fetmaoperationer på kraftigt överviktiga patienter och är känd från reality-TV-serien My 600-lb Life.
Nowzaradan föddes och växte upp i Teheran och är av assyrisk härkomst. Han tog medicinsk examen från Teherans universitet 1970 och flyttade därefter till USA där han studerade vid Saint Louis University och praktiserade på St. John Hospital i Detroit, Michigan. Nowzaradan är verksam i Houston, Texas.
Sedan 2012 har Nowzaradan synts i My 600-lb Life på TLC. Han har även synts i avsnitt av Body Shock. 
Nowzaradan var tidigare gift med Delores McRedmond. De har tre barn. Sonen Jonathan Nowzaradan är producent för My 600-lb Life.
Han har skrivit två böcker, Last Chance to Live och The Scale Does Not Lie, People Do: Reversing Obesity Now.